# Bộ Phi (飛)
Bộ Phi, bộ thứ 183 có nghĩa là "bay" là 1 trong 11 bộ có 9 nét trong số 214 bộ thủ Khang Hy.
Trong Từ điển Khang Hy có 92 chữ (trong số hơn 40.000) được tìm thấy chứa bộ này.

## Tự hình Bộ Phi (飛)

Giáp cốt văn
Đại triện
Tiểu triện

## Chữ thuộc Bộ Phi (飛)
| Số nét bổ sung | Chữ        |
| -------------- | ---------- |
| 0              | 飛/phi/ 飞 |
| 12             | 飜/phiên/  |
| 18             | 飝         |